# Johann Schobert
Johann Schobert (ca. 1740 – 28. august 1767) var en tysk komponist og pianist. 
Hans biografi ved man ikke meget om, men dog at han stammede fra Schlesien og virkede som musiklærer i Strasbourg og fra 1760 som cembalist hos prins Conti i Paris.
Han komponerede klavermusik og kammermusik samt en klaverkoncert. Hans musik fik indflydelse på den yngre Wolfgang Amadeus Mozart. 
I 1767 fik Johann Schobert svampeforgiftning og døde sammen med fire venner, sin franske hustru, et af deres børn og familiens tjenestepige.